# Batumi

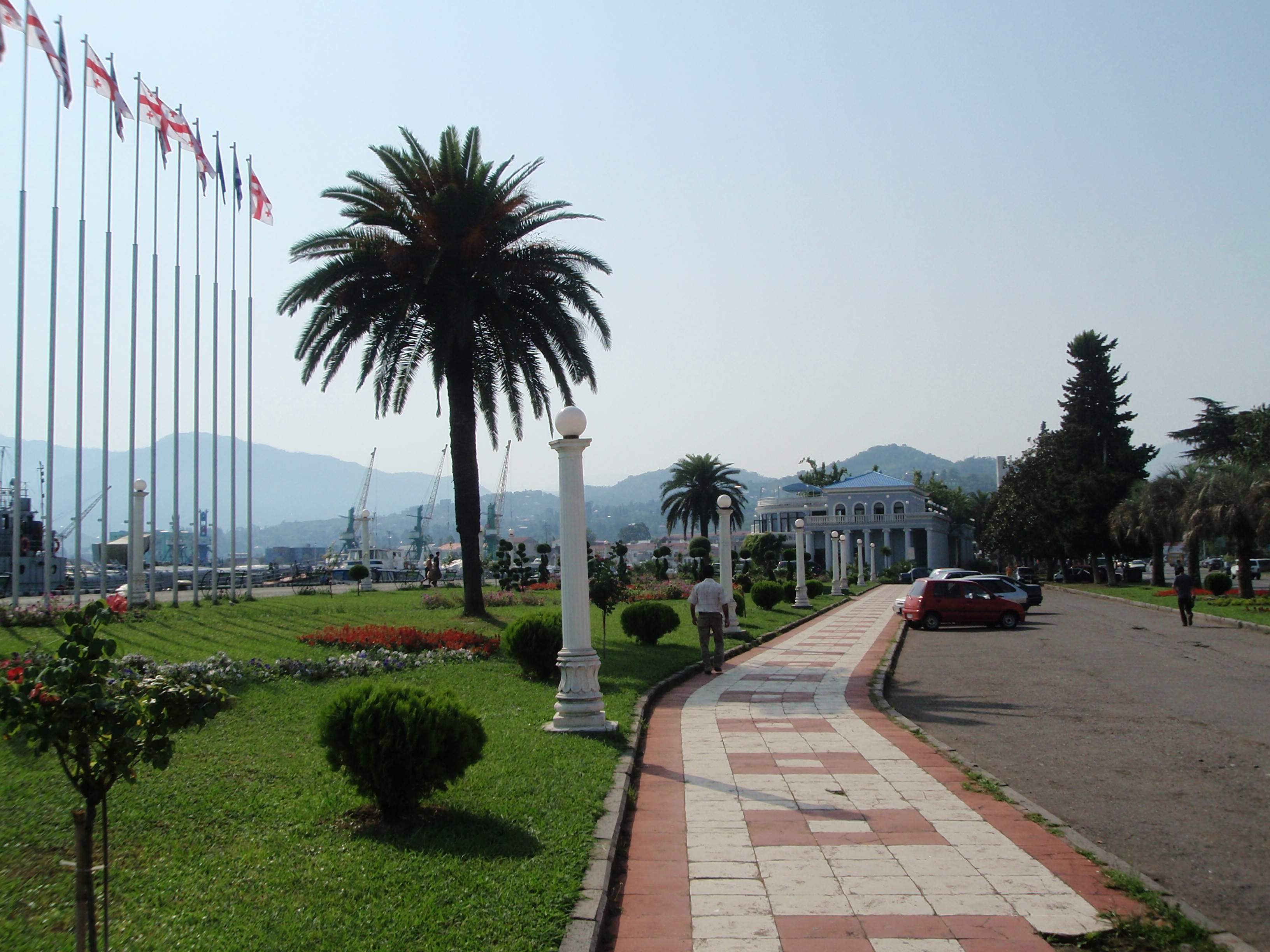
Nabrzeże w Batumi

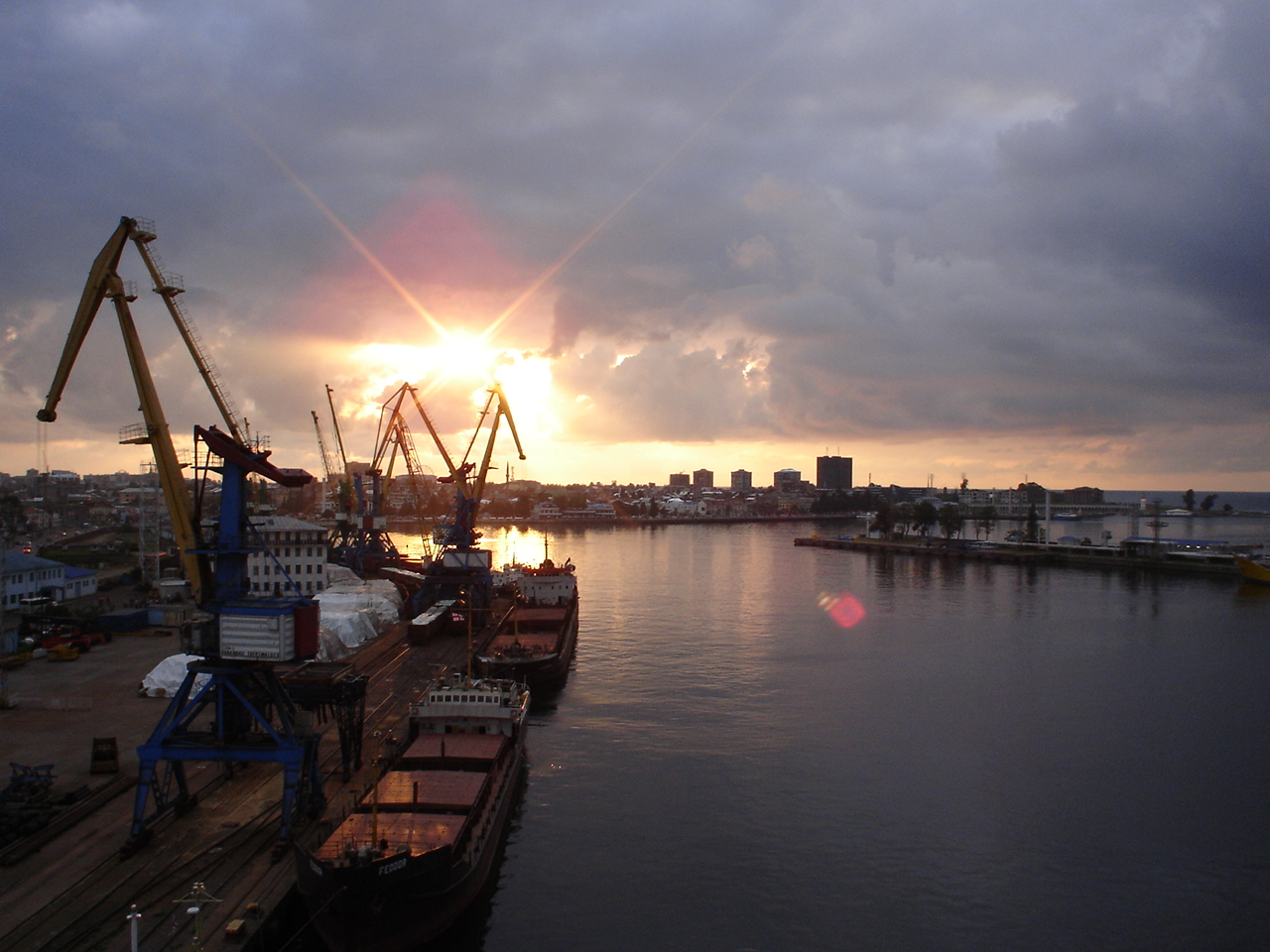
Port w Batumi

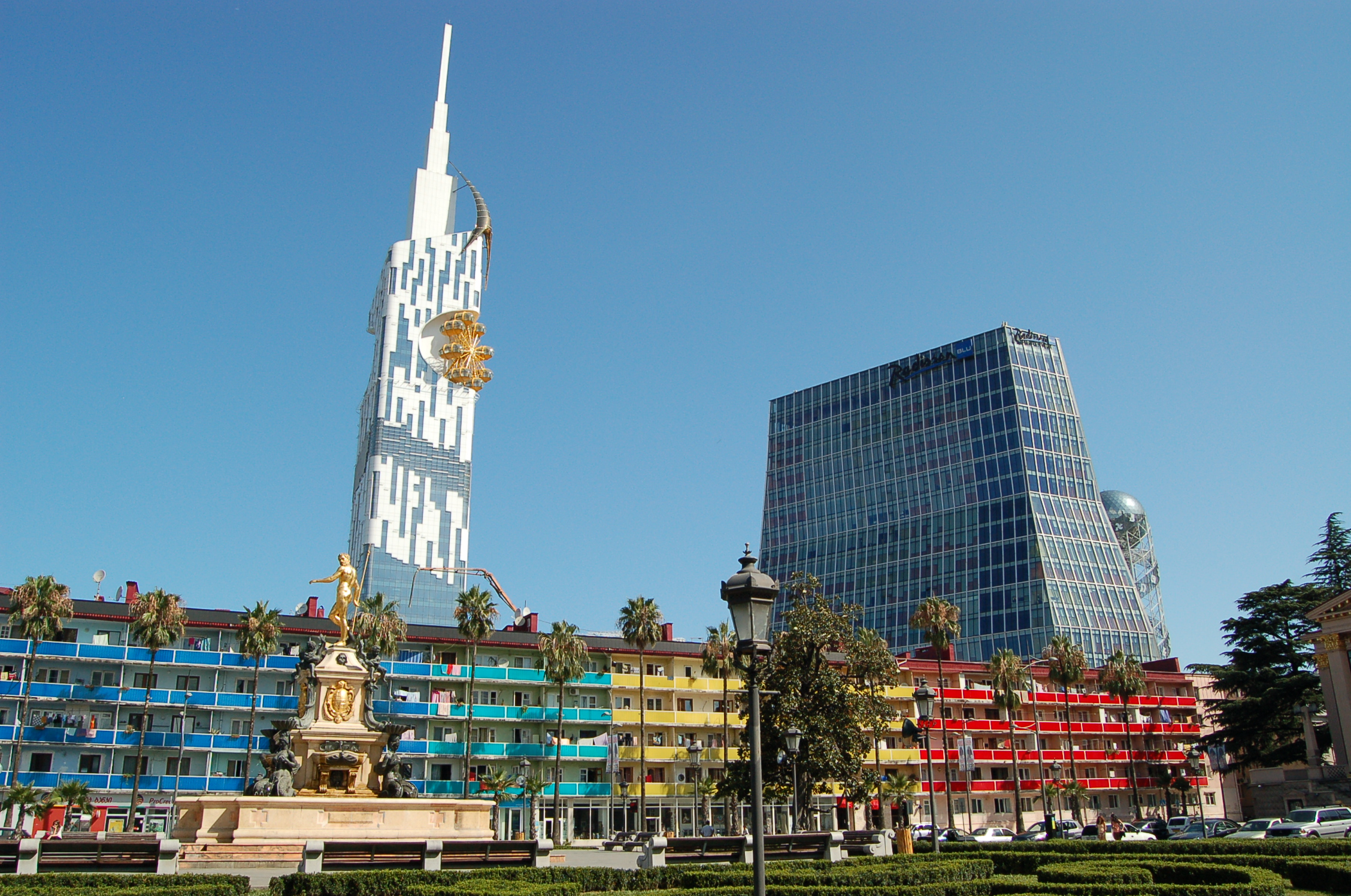
Uniwersytet i hotel Radisson

Batumi (gruz. ბათუმი) – miasto w południowo-zachodniej Gruzji, na wybrzeżu Morza Czarnego, stolica autonomicznej republiki Adżarii. Położone jest w pobliżu granicy z Turcją. Drugie co do wielkości miasto kraju (po Tbilisi). Batumi jest siedzibą Gruzińskiego Sądu Konstytucyjnego. W 2023 Batumi liczyło 179,1 tys. mieszkańców.
Miasto jest dużym ośrodkiem przemysłowym i znanym uzdrowiskiem. Mieści się tutaj rafineria ropy naftowej (rurociąg z Baku). Dominuje przemysł maszynowy (maszyny i urządzenia dla przemysłu spożywczego i naftowego), stoczniowy, drzewny, elektrotechniczny oraz spożywczy. W mieście znajduje się port handlowy (głównie import ropy naftowej) i lotniczy, a także wyższa szkoła pedagogiczna.
Stolica Autonomicznej Republiki Adżarii, wchodzącej w skład Republiki Gruzińskiej. Skład etniczny urozmaicony: Gruzini – chrześcijanie i Gruzini – muzułmanie, przede wszystkim w tej grupie Adżarowie; Rosjanie, Ormianie i Żydzi.

## Historia
Batumi powstało na miejscu wcześniejszego fortu rzymskiego Batys, jako gruzińska twierdza o nazwie Tamaryscihe. Od około XI wieku miasto nosi obecną nazwę. W XVII wieku zostało zdobyte przez Turków, a następnie zislamizowane. Po wojnie rosyjsko-tureckiej zostało w 1878 roku przyłączone do Imperium Rosyjskiego. W czasie panowania rosyjskiego miasto stało się ośrodkiem przetwórstwa ropy, powstał port naftowy, a także zostało połączone z Baku linią kolejową. Od marca 1918 r. miasto znajdowało się w ręku Turków, a następnie od grudnia tego roku — Anglików, którzy zamierzali wprowadzić w życie projekt wolnego miasta Batumi. W marcu 1921 r. Armia Czerwona obaliła gruziński rząd mienszewicki, a Batumi stało się stolicą autonomicznej Adżarskiej SRR. Od 1991 roku wchodzi w skład Gruzji, będąc stolicą Adżarskiej Republiki Autonomicznej.

## Zabytki
Do najważniejszych atrakcji miasta należą turecki meczet z drugiej połowy XIX wieku, eklektyczna zabudowa willowa z przełomu XIX i XX wieku, Park Przymorski, Uniwersytet (leżący bezpośrednio przy plaży nadmorskiej), synagoga, dawny kościół katolicki z początku XX wieku, delfinarium, a także ogród botaniczny (założony w 1912 roku) z bogatą kolekcją roślinności zwrotnikowej i podzwrotnikowej. Muzeum Józefa Stalina zostało zlikwidowane w 2013 z powodu niewielkiej liczby odwiedzających.
17.03.2022 odsłonięto pomnik Lecha Kaczyńskiego, który stanął na nadmorskim bulwarze Lecha i Marii Kaczyńskich.

## Kultura
W mieście znajduje się wiele instytucji kulturalnych – Adżarskie Muzeum Krajoznawcze (z działem prezentującym dzieje Adżarii, z działem etnograficznym; w stałej ekspozycji również „Złoty Skarb” – zabytki epoki antycznej), Muzeum Archeologiczne, Galeria Sztuki, teatr dramatyczny, kina. W okresie letnim miejsce licznych festiwali i spotkań o charakterze kulturalnym (m.in. festiwal muzyki klubowej, festiwal filmowy itp.).
Na temat miasta piosenkę nagrała w 1963 polska grupa wokalna Filipinki z Technikum Handlowego w Szczecinie. 

## Gospodarka
W Batumi zlokalizowany jest różnorodny przemysł, zwłaszcza petrochemiczny (połączenie ropociągiem z Baku), stoczniowy i spożywczy.
Miasto jest jednak przede wszystkim znanym ośrodkiem wypoczynkowym, z dobrze  zagospodarowanym pasem nadmorskim (promenada, restauracje, sala koncertowa otwarta w 2013) i bezpłatnymi, kamienistymi plażami. Są tu też pola herbaciane – chociaż pozostały nieliczne.

## Transport
Ważny węzeł komunikacyjny kraju. Największy port na czarnomorskim wybrzeżu Kaukazu. Miasto posiada też port lotniczy.

## Miasta partnerskie
Lista miast partnerskich Batumi:
- Aszdod, Izrael
- Bari, Włochy
- Jałta, Ukraina
- Kisłowodzk, Rosja
- Pireus, Grecja
- San Sebastián, Hiszpania
- Trabzon, Turcja
- Wanadzor, Armenia
- Wolos, Grecja
- Wrocław, Polska
- Savannah, Stany Zjednoczone
- Tarnopol, Ukraina